# Taťjana Moskalkovová
Taťjana Nikolajevna Moskalková (* 30. května 1955 Vitebsk, Běloruská sovětská socialistická republika, Sovětský svaz) je ruská právnička, učitelka a politička. Od 22. dubna 2016 je ruskou zmocněnkyní pro lidská práva, kdy na tomto postu vystřídala Ellu Pamfilovovou, a je poslankyní Státní dumy Federálního shromáždění Ruské federace V. a VI. sjezdu.
Moskalkovová je doktorkou práv, doktorkou a zasloužilou právničkou Ruské federace. Je generálmajorkou policie ve výslužbě.
Moskalkovová je známá svými prokremelskými postoji. Hnutí Pussy Riot označila jako „útok proti morálce“ a je kritická vůči Západu.
Po ruském útoku proti Ukrajině byla v únoru 2023 zařazena na seznam osob sankcionovaných Evropskou unií, za podíl na ilegálním zavlékání ukrajinských dětí do Ruska.